# Condado de Greene (Tennessee)
El condado de Greene (en inglés: Greene County, Tennessee), fundado en 1783, es uno de los 95 condados del estado estadounidense de Tennessee. En el año 2000 tenía una población de 62.909 habitantes con una densidad poblacional de 39 personas por km². La sede del condado es Greeneville.

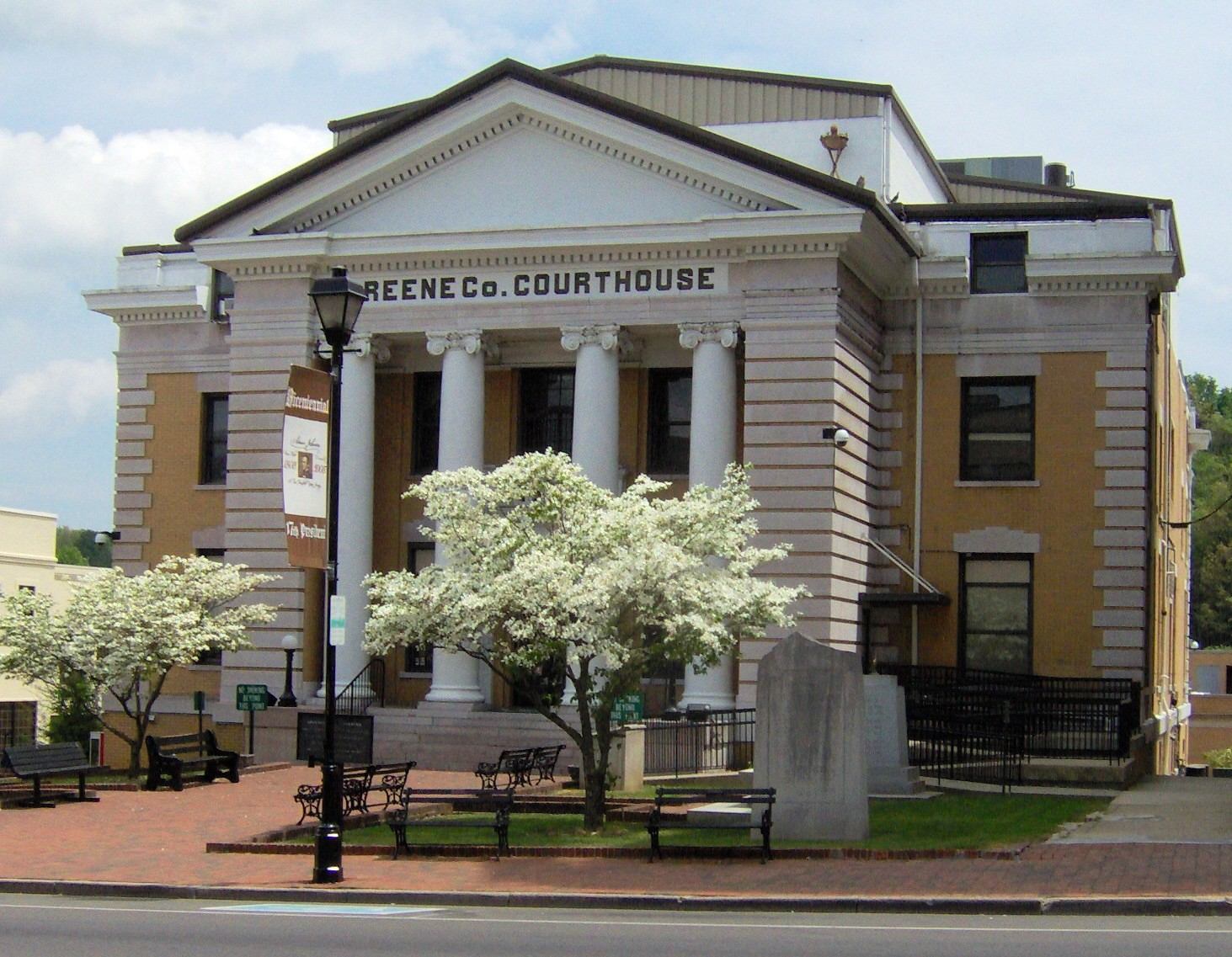
Corte del Condado de Greene en Greeneville

## Geografía
Según la Oficina del Censo, el condado tiene un área total de 1616 km² (623,9 mi²), de la cual 1610 km² (621,6 mi²) es tierra y 6 km² (2,3 mi²) es agua.

### Condados adyacentes
- Condado de Hawkins norte
- Condado de Washington este
- Condado de Unicoi sureste
- Condado de Madison sur
- Condado de Cocke suroeste
- Condado de Hamblen oeste

## Demografía
En el 2000 la renta per cápita promedia del condado era de $30,382, y el ingreso promedio para una familia era de $36,899. El ingreso per cápita para el condado era de $15,746. En 2000 los hombres tenían un ingreso per cápita de $26,331 contra $20,304 para las mujeres. Alrededor del 14.50% de la población estaba bajo el umbral de pobreza nacional.

## Lugares

### Ciudades y pueblos
- Baileyton
- Greeneville
- Mosheim
- Tusculum

### Comunidades no incorporadas
- Afton
- Chuckey
- Limestone
- Mohawk

### Hospitales
Dos hospitales sirven el condado de Greene:
- Laughlin Hospital Memorial
- Hospital Regional de Takoma$